# Andrea Kékessy
Dans le nom hongrois Kékessy Andrea, le nom de famille précède le prénom, mais cet article utilise l’ordre habituel en français Andrea Kékessy, où le prénom précède le nom.
Andrea Kékessy, née le 17 septembre 1926 à Budapest (Hongrie) et morte le 21 novembre 2024, est une patineuse artistique hongroise.

## Biographie

### Carrière sportive
Patinant en couple avec Ede Király, Andrea Kékessy est notamment médaillée d'argent olympique en 1948, championne du monde en 1949 et championne d'Europe en 1948 et 1949. Elle compte aussi quatre titres de champion de Hongrie.

## Palmarès
| Compétitions en individuel   | 1944 | 1945 | 1946 | 1947 | 1948 | 1949 |
| Championnats du monde        |      |      |      |      | 9e   |      |
| Championnats d'Europe        |      |      |      |      | 7e   | 10e  |
| Compétitions en couple       | 1944 | 1945 | 1946 | 1947 | 1948 | 1949 |
| Jeux olympiques              |      |      |      |      | 2e   |      |
| Championnats du monde        |      |      |      |      | 2e   | 1re  |
| Championnats d'Europe        |      |      |      |      | 1re  | 1re  |
| Championnats de Hongrie (en) | 1re  |      |      | 1re  | 1re  | 1re  |